# Johann Lüneburg († 1373)
Johann Lüneburg (* Lübeck; † 2. April 1373 in Reval) war ein Lübecker Ratsherr des 14. Jahrhunderts.

## Leben
Johann Lüneburg war Sohn eines gleichnamigen Lübecker Bürgers († 1335). Er heiratete 1365 die Tochter des Ratsherrn Johann Schepenstede und bewohnte das 1364 erworbene Haus in der Königstraße mit der heutigen Hausnummer 39. Dem Rat der Stadt gehörte er seit 1368 an.
Er verstarb als Gesandter der Stadt auf einer gemeinsam mit dem Lübecker Bürgermeister Jakob Pleskow unternommenen diplomatischen Reise zum Nowgoroder Hansekontor Peterhof in Reval.
Sein Sohn Johann Lüneburg und sein Enkel gleichen Namens waren ebenfalls Bürgermeister Lübecks.